# Lydia Koidula

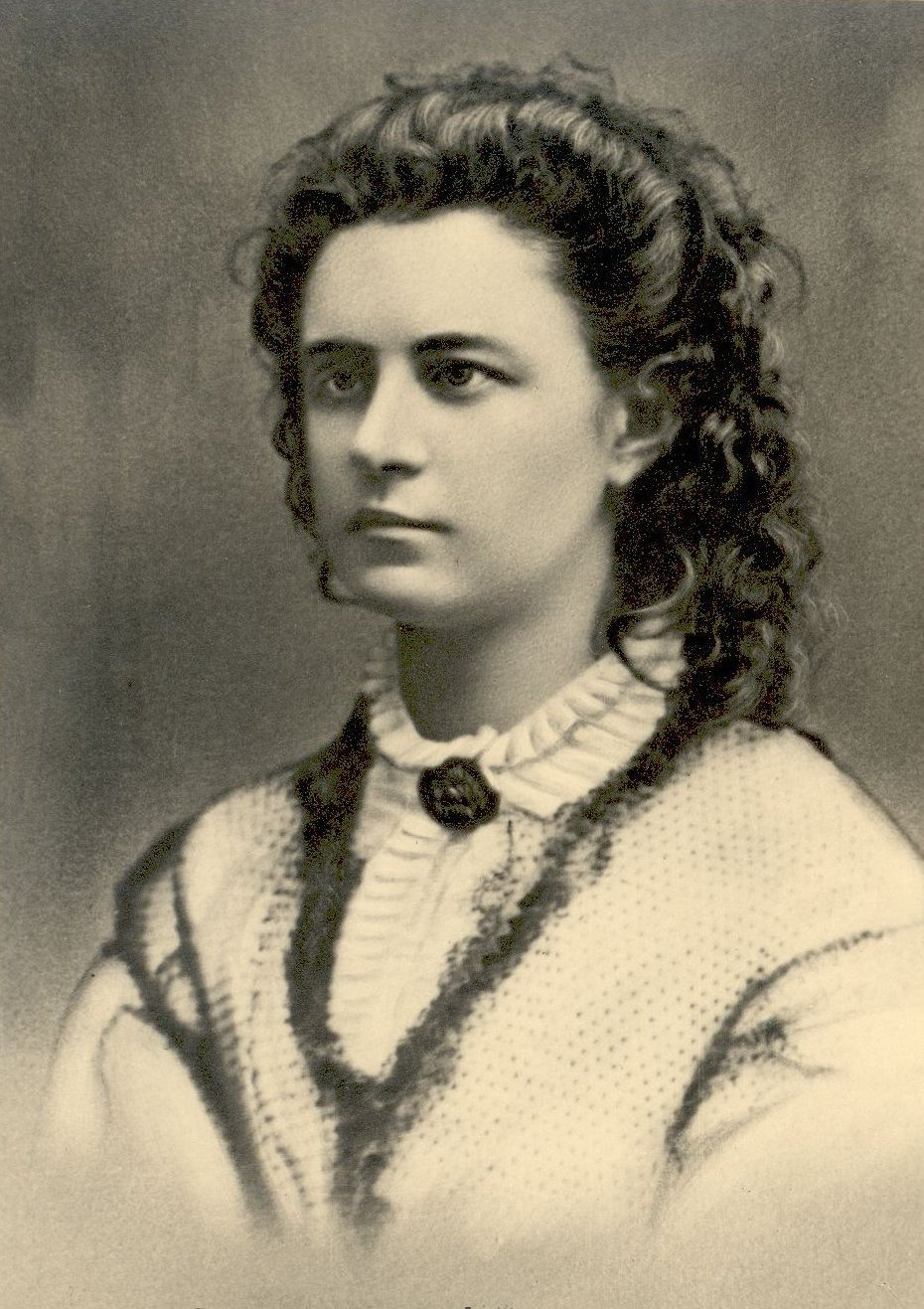
Lydia Koidula

Lydia Koidula (eg. Lydia Emilie Florentine Jannsen), född 24 december 1843 i Vändra i Estland, död 11 augusti 1886 i Kronstadt, var en estnisk författare, dramatiker och journalist. Hon betraktas som en centralfigur inom Estlands litterära uppvaknande och grundare av estnisk teater. 

## Levnad
Lydia Koidula föddes 1843 som Lydia Emilie Florentine Jannsen, äldsta barn till publicisten och skolläraren Johann Voldemar Jannsen och hans maka Annette Juliana Emilie Koch. 1850 flyttade familjen till Pärnu, till det hus som idag är Koidula-museet. I Pärnu gick hon i den tyska flickskolan. 1863 flyttade familjen till Tartu och hon läste vidare vid Tartu universitet som privatist. Parallellt med detta bistod hon sin far i hans publicistiska verksamhet och blev därmed Estlands första kvinnliga journalist. I Tartu tog hon del av Estlands litterära uppvaknande och blev en av dess centralfigurer. Hon fick tillnamnet Koidula, (estniska: gryning), av Carl Robert Jakobson, en förgrundsgestalt i Estlands litterära sfär, när denne lät publicera några av hennes verk i en ABC-bok.
Hon gifte sig 1873 med läkaren Eduard Egorovich Michelson, med vilken hon flyttade till Kronstadt och fick barnen Hans Voldemar,  Hedvig, Anna och Max. Hon avled 1886 i bröstcancer efter en lång tids sjukdom. Hon begravdes i Kronstadt, men 1946 flyttades hennes kvarlevor till Tallinn.

## Verksamhet
1863 gav Lydia Koidula ut sin första bok, Ojamölder ja tema minia. Hon var under tio år verksam som redaktör på sin fars publikation Eesti Postimees.
Hennes verk har oftast utländska förebilder och omfattar bland annat fyra skådespel, 86 prosaverk och över 300 dikter. Hon skrev även barnvisor. Många av hennes patriotiska dikter har tonsatts, sjöngs under den sjungande revolutionen, sjungs allmänt under Estniska sångfesten och andra festivaler och har ett stort symboliskt värde för den estniska nationella identiteten.

### Verk i urval
- 1866 'Vainulilled' (diktsamling)
- 1866/67 'Emajõe Ööbik' (diktsamling)
- 'Mu isamaa on minu arm' (dikt), senare tonsatt, betraktad som inofficiell nationalsång.
- 'Sind surmani' (dikt)
- 'Jutt' (dikt)
- 'Eesti Postimehe Õhtukõned' (citatsamling)
- 'Peruamaa viimane Inka' (citatsamling)
- 'Martiniiko ja Korsika' (citatsamling)
- 1870 'Saaremaa onupoeg' (Estlands första komedi)
- 1871 'Kosjakased' (pjäs)
- 1872 'Säärane Mulk' (pjäs)

## Minnesmärken och hedersbetygelser

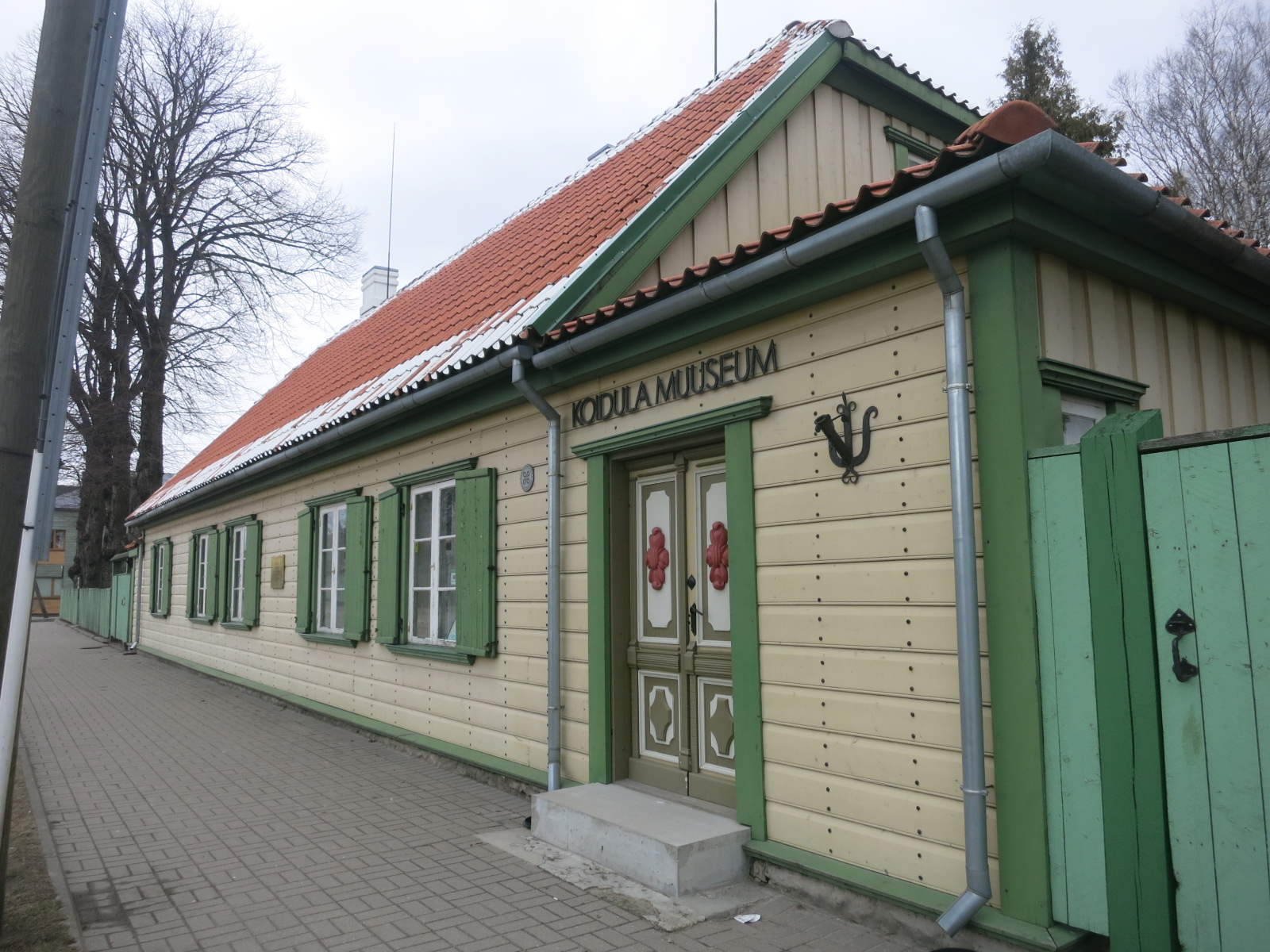
Koidula-museet i Pärnu.
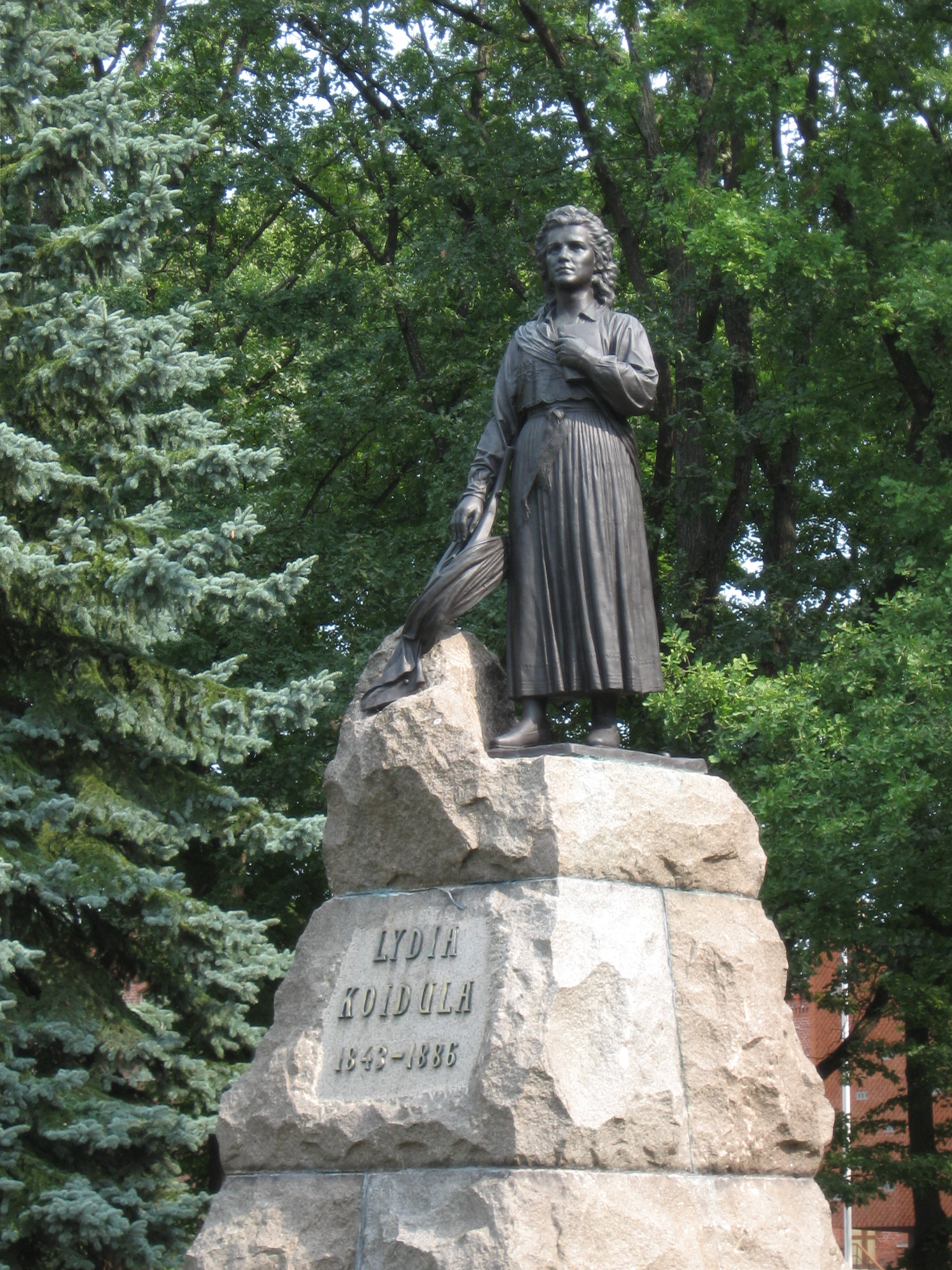
Staty i Pärnu.
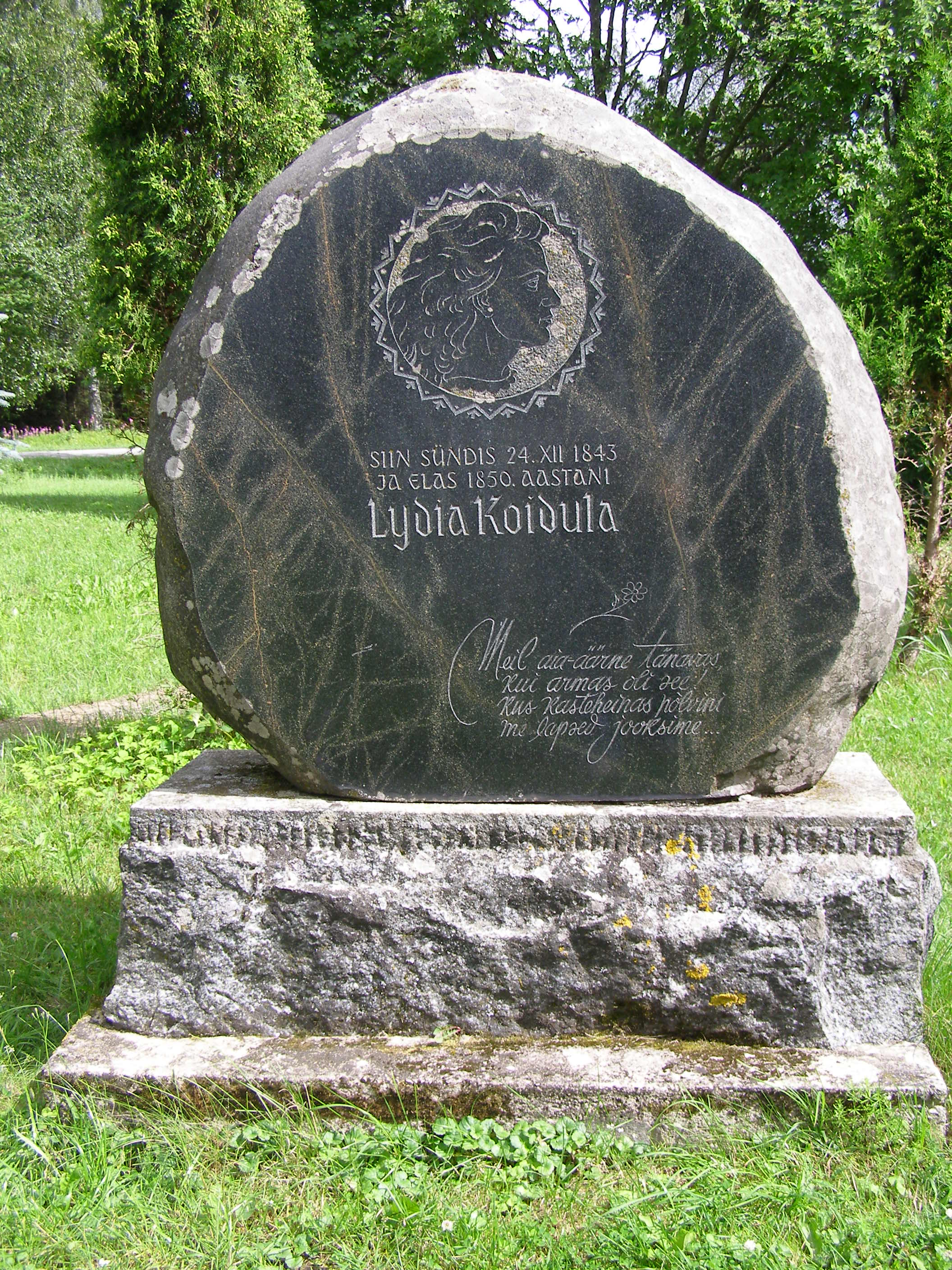
Minnessten vid Lydia Koidulas födelseplats nära Vändra.
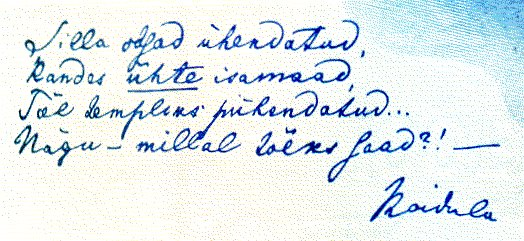
Lydia Koidulas handstil på den estniska 100-kronorssedeln.